# Kazimierz Mintowt Czyż
Kazimierz Mintowt Czyż herbu Godziemba (zm. 9 lipca 1685 roku) – ciwun wileński w 1685, podkomorzy wileński w latach 1669–1685, chorąży wileński w 1663 roku.
Syn Hilarego i Barbary z Żochowskich.
Był posłem powiatu wileńskiego województwa wileńskiego na sejm nadzwyczajny 1672 roku. Jako poseł na sejm konwokacyjny 1674 roku z województwa wileńskiego był członkiem konfederacji generalnej zawiązanej 15 stycznia 1674 roku na tym sejmie. Poseł na sejm koronacyjny 1676 roku. Poseł na sejm grodzieński 1678–1679 roku. Poseł na sejm 1685 roku z powiatu wileńskiego.